# Poueyferré
 Poueyferré  es una población y comuna francesa, en la región de Mediodía-Pirineos, departamento de Altos Pirineos, en el distrito de Argelès-Gazost y cantón de Lourdes-Ouest.

## Demografía
| 424 | 503 | 638 | 650 | 675 | 780 | 797 |
| Para los censos de 1962 a 1999 la población legal corresponde a la población sin duplicidades (Fuente: INSEE [Consultar]) |     |     |     |     |     |     |